# Coppa KOVO 2014 (femminile)
La Coppa KOVO 2014 si è svolta dal 19 al 27 luglio 2014: al torneo hanno partecipato 6 squadre di club sudcoreane; la vittoria finale è andata per la seconda volta allo Hyundai Hillstate.

## Regolamento
La competizione vede le 6 squadre provenienti dalla V-League divise in due gironi da 3 squadre ciascuno, al termine dei quali le prime due classificate dei due gironi si incrociano in semifinale, con le vincitrici che si affrontano nella finale in gara unica.

## Squadre partecipanti
| Girone A          | Girone B         |
| ----------------- | ---------------- |
| KGC Ginseng       | GS Caltex Seoul  |
| Pink Spiders      | IBK Altos        |
| Hyundai Hillstate | Korea Expressway |

## Torneo

### Fase a gironi

#### Gruppo A

##### Risultati
| 19 luglio 2014 Sangnoksu Gymnasium, Ansan Durata: 1h:27 - Spettatori: 3 226 | IBK Altos        | 0 - 3 | GS Caltex Seoul  | 24-26, 23-25, 17-25        |
| 21 luglio 2014 Sangnoksu Gymnasium, Ansan Durata: 1h:41 - Spettatori: 1 117 | GS Caltex Seoul  | 1 - 3 | Korea Expressway | 11-25, 25-19, 14-25, 20-25 |
| 23 luglio 2014 Sangnoksu Gymnasium, Ansan Durata: 1h:11 - Spettatori: 599   | Korea Expressway | 3 - 0 | IBK Altos        | 25-18, 25-18, 25-15        |

##### Classifica
| Pos | Squadra          | Pt | G | V | P | SV | SP | Ratio | PF | PS | Ratio |
| --- | ---------------- | -- | - | - | - | -- | -- | ----- | -- | -- | ----- |
| 1   | Korea Expressway | 2  | 2 | 2 | 0 | 6  | 1  | 6.000 | -  | -  | 1.397 |
| 2   | GS Caltex Seoul  | 1  | 2 | 1 | 1 | 4  | 3  | 1.333 | -  | -  | 0.924 |
| 3   | IBK Altos        | 0  | 2 | 0 | 2 | 0  | 6  | 0.000 | -  | -  | 0.762 |

#### Gruppo B

##### Risultati
| 20 luglio 2014 Sangnoksu Gymnasium, Ansan Durata: 1h:58 - Spettatori: 2 751 | Hyundai Hillstate | 3 - 1 | KGC Ginseng       | 25-22, 23-25, 25-22, 25-23 |
| 22 luglio 2014 Sangnoksu Gymnasium, Ansan Durata: 1h:15 - Spettatori: 1 008 | KGC Ginseng       | 0 - 3 | Pink Spiders      | 16-25, 16-25, 21-25        |
| 24 luglio 2014 Sangnoksu Gymnasium, Ansan Durata: 1h:51 - Spettatori: 1 660 | Pink Spiders      | 3 - 1 | Hyundai Hillstate | 21-25, 25-21, 25-19, 25-19 |

##### Classifica
| Pos | Squadra           | Pt | G | V | P | SV | SP | Ratio | PF | PS | Ratio |
| --- | ----------------- | -- | - | - | - | -- | -- | ----- | -- | -- | ----- |
| 1   | Pink Spiders      | 3  | 2 | 2 | 0 | 6  | 1  | 6.000 | -  | -  | 1.248 |
| 2   | Hyundai Hillstate | 2  | 2 | 1 | 1 | 4  | 4  | 1.000 | -  | -  | 0.968 |
| 3   | KGC Ginseng       | 1  | 2 | 0 | 2 | 1  | 6  | 0.167 | -  | -  | 0.838 |

### Fase finale
|  | Semifinali        | Semifinali        | Semifinali      |                 |                   | Finale            | Finale | Finale |  |
|  |                   |                   |                 |                 |                   |                   |        |        |  |
|  | Korea Expressway  | Korea Expressway  | 2               |                 |                   |                   |        |        |  |
|  | Korea Expressway  | Korea Expressway  | 2               |                 |                   |                   |        |        |  |
|  | Hyundai Hillstate | Hyundai Hillstate | 3               |                 |                   |                   |        |        |  |
|  | Hyundai Hillstate | Hyundai Hillstate | 3               |                 | Hyundai Hillstate | Hyundai Hillstate | 3      |        |  |
|  |                   |                   |                 |                 | Hyundai Hillstate | Hyundai Hillstate | 3      |        |  |
|  |                   |                   | GS Caltex Seoul | GS Caltex Seoul | 1                 |                   |        |        |  |
|  | Pink Spiders      | Pink Spiders      | GS Caltex Seoul | GS Caltex Seoul | 1                 | 2                 |        |        |  |
|  | Pink Spiders      | Pink Spiders      |                 |                 |                   |                   |        |        |  |
|  | GS Caltex Seoul   | GS Caltex Seoul   | 3               |                 |                   |                   |        |        |  |

#### Semifinali
| 25 luglio 2014 Sangnoksu Gymnasium, Ansan Durata: 2h:06 - Spettatori: 592   | Korea Expressway | 2 - 3 | Hyundai Hillstate | 22-25, 25-23, 17-25, 25-19, 8-15  |
| 26 luglio 2014 Sangnoksu Gymnasium, Ansan Durata: 2h:11 - Spettatori: 1 268 | Pink Spiders     | 2 - 3 | GS Caltex Seoul   | 26-24, 25-22, 21-25, 25-27, 10-15 |

#### Finale
| 27 luglio 2014 Sangnoksu Gymnasium, Ansan Durata: 1h:24 - Spettatori: 4 127 | Hyundai Hillstate | 3 - 1 | GS Caltex Seoul | 25-20, 22-25, 29-27, 25-23 |

## Premi individuali
| Premio                 | Giocatore      | Squadra           |
| ---------------------- | -------------- | ----------------- |
| MVP                    | Hwang Youn-joo | Hyundai Hillstate |
| Most Impressive Player | Lee So-young   | GS Caltex Seoul   |